# 外消旋體
外消旋体（英語：racemate）是等物质的量的一对对映体混合后得到的组成物。第一个制得的外消旋体是路易·巴斯德制得的酒石酸的外消旋混合物。

## 性质
由于内部组成成分使不同方向的等量平面偏振光偏转抵消，因此外消旋体旋光度为零。并且，虽然对映体的物理性质一般相同，但外消旋体的物理性质如熔点、溶解度等与对应的对映体性质常常是不相同的。
根据药物的不同，有些药物是其多个对映体之一，而有些药物则为外消旋体。事前必须就药物对映体的药理学效果作验证，以减少危险发生。
外消旋体还可细分为：
- 外消旋化合物（英語：racemic compound）：左旋体与右旋体分子之间有较大亲和力，两种分子在晶胞中配对，形成计量学上的化合物晶体。它们熔点多数高于纯旋光体，溶解度则低于纯旋光体。
- 外消旋混合物（英語：racemic mixture）：纯旋光体之间的亲和力更大，左旋体与右旋体分别形成晶体。它们熔点通常低于纯旋光体，溶解度则高于纯旋光体。
- 外消旋固體溶液（英語：racemic solid solution）：纯旋光体之间，与对映体之间的亲和力比较接近，两种构型分子排列混乱。熔点、溶解度和纯旋光体比较接近。

## 拆分
- 通过化学反应：拆分剂，如常用的光活性碱包括奎宁、马钱子碱等，光活性酸则包括酒石酸、樟脑磺酸等。
- 酶解
- 晶种结晶
- 柱色谱